# 永陽級遠洋掃雷艦
永陽級遠洋掃雷艦是中華民國於1993年向美國購買的4艘掃雷艦，原為美國海軍的進取級掃雷艦。

## 船艦設計

### 結構
船殼為三層松木包覆，木質外殼具備較佳的低磁性需求，同時多層外殼也具有較好的水雷爆炸震波吸收能力。

### 動力設備
雙軸推進，具備2組可變螺距俥葉（Controllable pitch propellers），除永慈號（MSO-1307）使用4具Waukesha L-1616柴油機、輸出2,400匹馬力外，其餘三艦使用4具帕卡德ID1700柴油機，輸出2,280匹馬力。

### 掃雷設備
本級艦偵測水雷主要裝備仰仗AN/SQQ-14可變深度聲納，該型聲納具有高頻及低頻等2種操作模式，最大偵測距離約1,800碼（1,646公尺）。
偵得水雷後，聲學參數由人工判讀，如屬沉底雷，則可用Mk4(V)/Mk6(B)型聲感掃雷陣列雷達處理；如屬漂浮雷，則可用AN/SLQ-37(V)磁性掃雷系統；如屬繫留雷，則可用AN/SLQ-38|AN/SLQ-38機械掃雷系統（Standard Mechanical Minesweep）以切斷繫雷索，或可派遣水下爆破隊員前去處理與爆破發現的水雷。雖然在波斯灣戰爭時進取級掃雷艦曾有配備遙控潛水器，但並非制式武裝，因此在接艦回國時本級艦並無配備遙控潛水器設備。

### 武裝
本級艦移交中華民國前均拆除原有武裝，僅永陽號仍配備1挺12.7mm機槍作為固定武裝外，其餘三艦沒有固定武裝。

## 移交

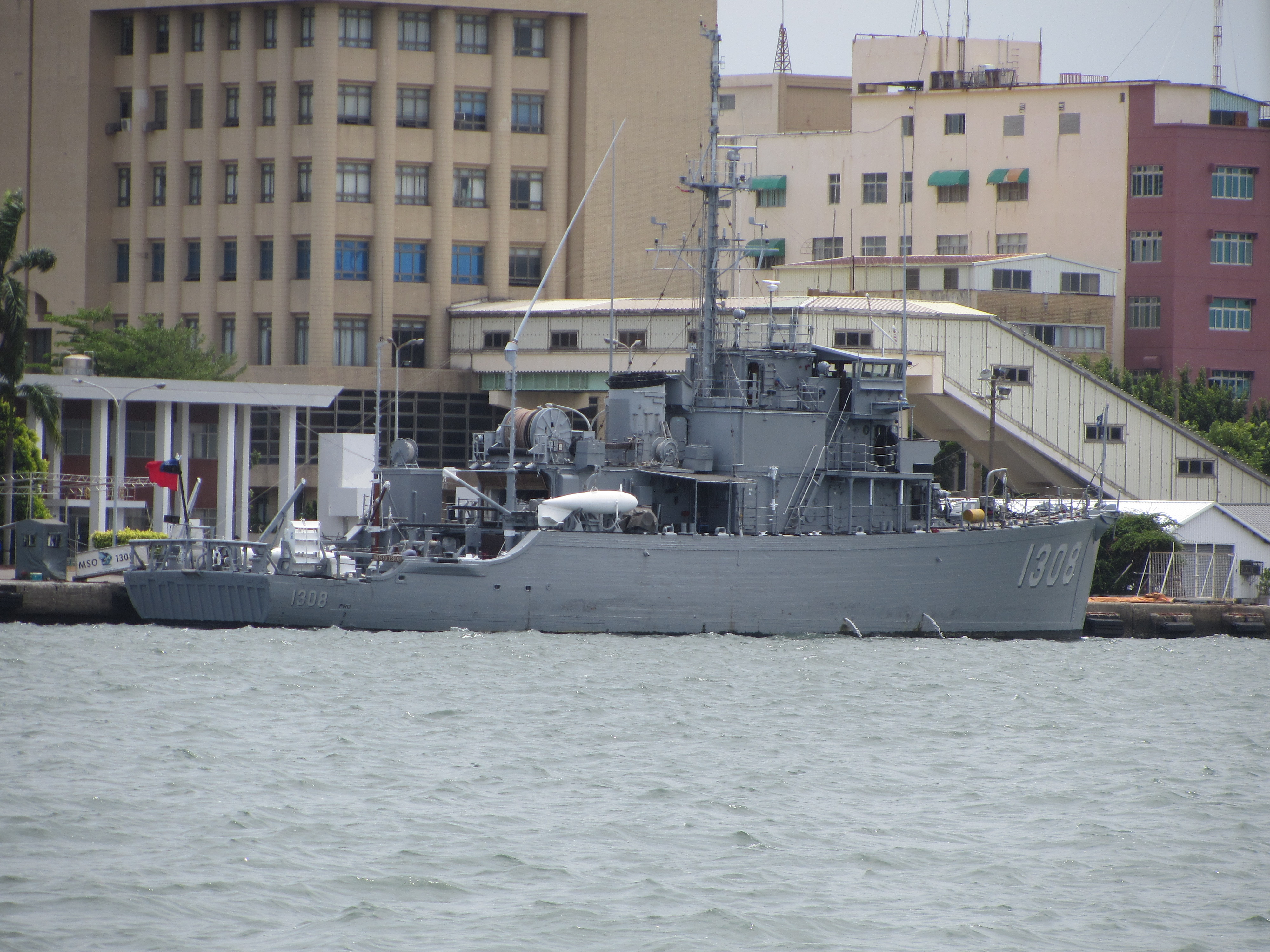
永固號

美國於1993年同意出售堅定號（USS Implicit MSO-455）、征服號（USS Conquest MSO-488）、英勇號（USS Gallant MSO-489）及誓約號（USS Pledge MSO-492）等4艘遠洋掃雷艦予中華民國，其中堅定號及征服號當時仍為美國海軍的「熱艦」（現役船隻）。各艦於1995年2月5日抵達高雄港，同年3月1日成軍服役，命名為永陽號（MSO-1306）、永慈號（MSO-1307）、永固號（MSO-1308）及永德號（MSO-1309）。

## 同級艦
| 艦名                | 舷號     | 安放龍骨日期   | 下水日期      | 服役日期     | 除役日期      | 備註 |
| ------------------- | -------- | -------------- | ------------- | ------------ | ------------- | --- |
| 永陽號（Yung Yang） | MSO-1306 | 1952年10月29日 | 1953年8月1日  | 1995年3月1日 | 2025年7月1日  | 原美國海軍堅定號（USS Implicit, MSO-455），1954年3月10日服役，1994年9月30日除役，1994年9月30日移交中華民國海軍。 |
| 永慈號（Yung Tzu）  | MSO-1307 | 1953年3月26日  | 1954年5月20日 | 1995年3月1日 | 2020年9月1日  | 原美國海軍征服號（USS Conquest, MSO-488），1955年7月8日服役，1994年6月29日除役，1994年8月3日移交中華民國海軍。   |
| 永固號（Yung Ku）   | MSO-1308 | 1953年5月21日  | 1954年6月4日  | 1995年3月1日 | 2013年6月28日 | 原美國海軍英勇號（USS Gallant, MSO-489），1955年9月14日服役，1994年4月29日除役，1994年9月8日移交中華民國海軍。   |
| 永德號（Yung Teh）  | MSO-1309 | 1954年6月24日  | 1955年7月20日 | 1995年3月1日 | 2021年3月16日 | 原美國海軍誓約號（USS Pledge, MSO-492），1956年4月20日服役，1994年1月31日除役，1994年9月9日移交中華民國海軍。    |

## 圖集

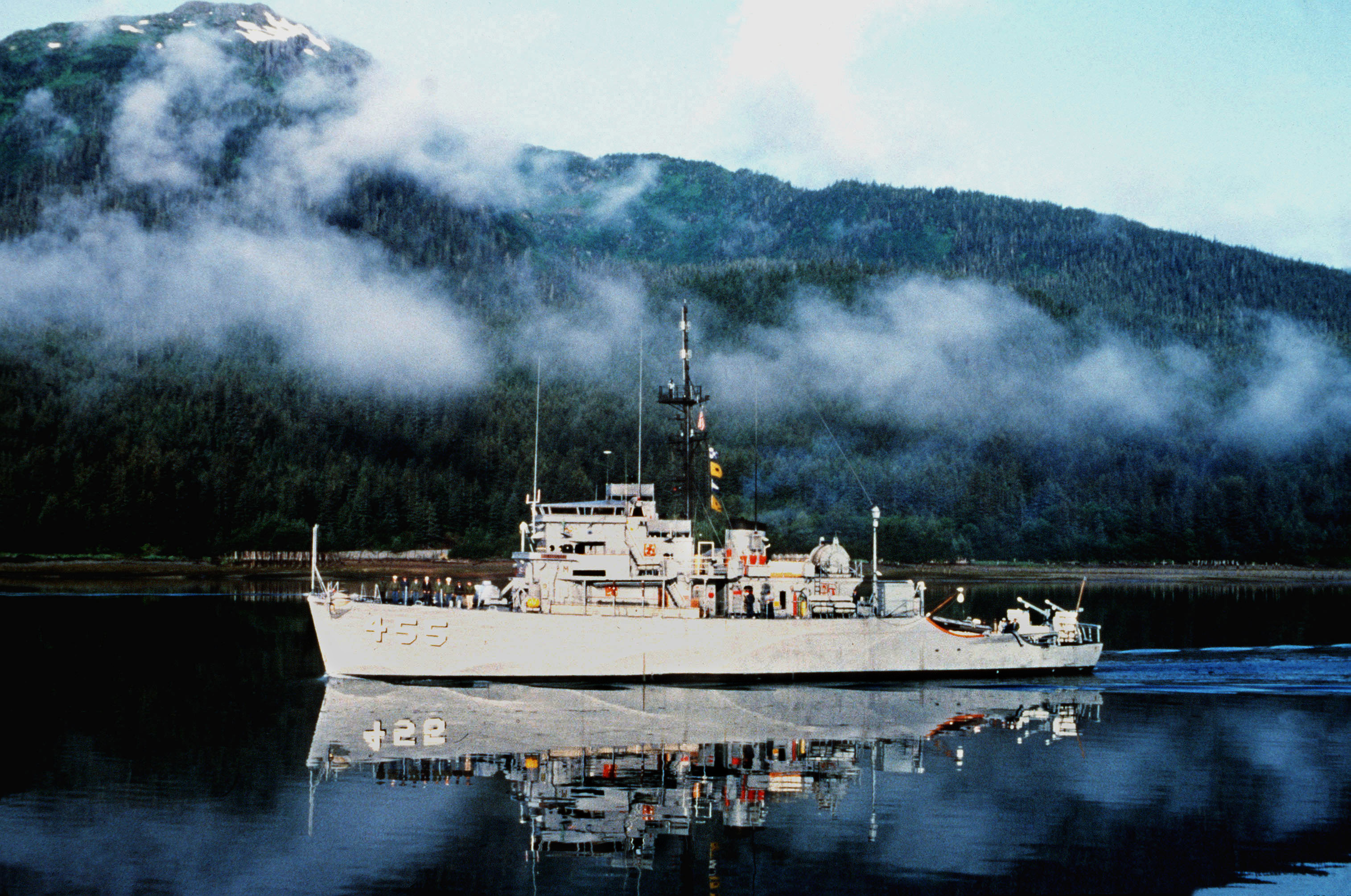
堅定號遠洋掃雷艦正在海上行駛。攝於1983年。堅定號在1994年轉交中華民國海軍，並更名為永陽號。